# Lamoral comte d'Egmont
Pour les articles homonymes, voir Maison d'Egmont.
Lamoral, comte d'Egmont, prince de Gavre, né le 18 novembre 1522 au château de Lahamaide à Lahamaide en Hainaut, et mort décapité le 5 juin 1568 à Bruxelles, est un général et un homme d’État des Pays-Bas des Habsbourg sous le règne de Charles Quint et de Philippe II.
Vainqueur des Français aux batailles de Saint-Quentin et de Gravelines (1557-1558), il devient gouverneur de la Flandre et de l'Artois et membre du Conseil d'État (organe de gouvernement des Pays-Bas des Habsbourg).
Quelques années après, il est victime des événements de 1566-1567 (révolte des Gueux et crise iconoclaste). Arrêté, ainsi que le comte de Hornes, sur l'ordre du duc d'Albe, il est jugé et condamné à mort. L'exécution des deux hommes en juin 1568 sur la Grand-Place de Bruxelles est un événement clef dans le déclenchement du soulèvement des Pays-Bas contre Philippe II, qui allait aboutir à l'indépendance des Provinces-Unies.

## Biographie

### Origines familiales
Lamoral d'Egmont naît dans une des familles les plus riches et nobles des Pays-Bas des Habsbourg, la maison d'Egmont, dont la branche aînée a régné sur le duché de Gueldre jusqu'en 1538.
Son père Jean IV d'Egmont, issu d'une branche cadette de la maison d'Egmont, est chevalier de l'Ordre de la Toison d'or, conseiller et chambellan de l'empereur Charles Quint. Il meurt en Italie à l'âge de 29 ans, alors que Lamoral a 5 ans.
Sa mère, Françoise de Luxembourg (morte en 1557), est issue d'une branche cadette de la maison de Luxembourg, les Ligny-Brienne-St-Pol-Fiennes. Elle est la fille de Jacques II de Luxembourg, comte de Gavre, et de Marguerite de Bruges, fille elle-même de Jean V de Bruges, seigneur de la Gruuthuse. Charles Quint la fait princesse de Gavre en 1535, après qu'elle a hérité le domaine de Gavre, situé en Flandre orientale, de son frère Jacques III de Luxembourg, mort en 1532 sans descendance.
Né au château de Lahamaide à Lahamaide, près d'Ellezelles, dans le comté de Hainaut, Lamoral est le troisième enfant du couple, après Charles et Marguerite (1517-1554).
La Maison d'Egmont est suffisamment renommée pour qu'en 1549, Marguerite épouse le prince lorrain Nicolas de Mercœur, comte de Vaudémont, régent des duchés de Bar et de Lorraine : leur fille Louise de Lorraine est même devenue l'épouse du roi de France Henri III.
Dans les années 1530, Françoise de Luxembourg fait construire le petit palais d'Egmont à Bruxelles, qui sera agrandi par Lamoral à partir de 1560.

### Jeunesse
En 1538, Lamoral suit en Espagne son frère aîné Charles, devenu chambellan de l'empereur en succession de leur père.
Tous deux participent à la désastreuse campagne d'Alger. Lamoral a alors 19 ans. Un an plus tard, en décembre 1542, Charles meurt à Carthagène des suites d'une blessure reçue à Alger. Il laisse à son cadet le titre de comte d'Egmont, ainsi que de nombreux fiefs et domaines en Hollande et en Flandre.
Le 22 mai 1544, Lamoral épouse une riche princesse allemande protestante, Sabine de Palatinat-Simmern, de la maison de Wittelsbach (ducs de Bavière).
Fidèle serviteur de Charles Quint, chef de la maison de Habsbourg, il est fait chevalier de l'Ordre de la Toison d'or en 1546.
En 1553, il est envoyé en Angleterre comme chef de l'ambassade chargée de demander  la main de Marie Tudor, reine d'Angleterre au nom du prince Philippe, fils aîné de Charles Quint.

### Les batailles de Saint-Quentin et de Gravelines

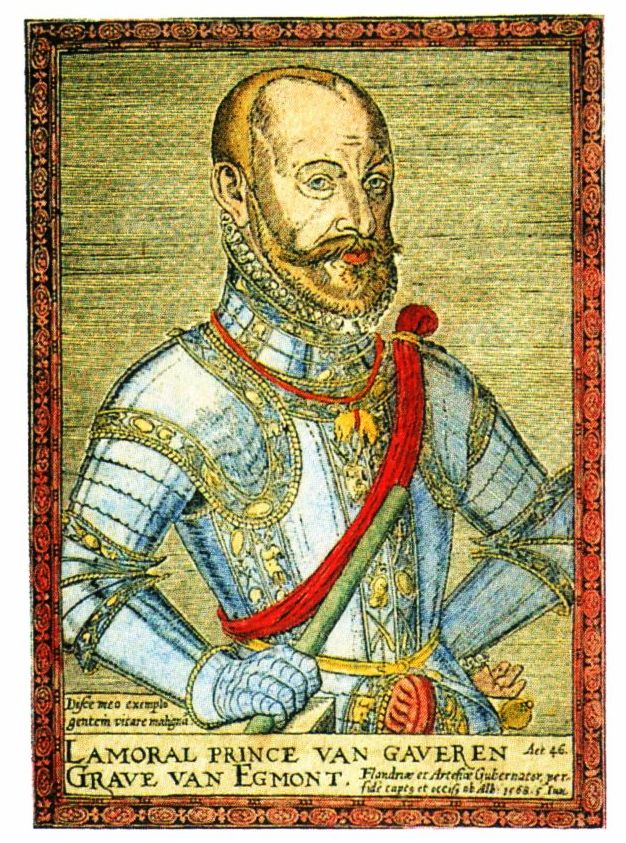
Le comte d'Egmont

Il connaît la consécration à l'occasion de la onzième et dernière guerre d'Italie, en étant vainqueur de l'armée française lors des batailles de Saint-Quentin (1557), et de Gravelines (1558).
Voulant briser la suprématie de Charles Quint, le roi de France Henri II rompt la trêve de Vaucelles et envahit l'Artois. À la tête de 60 000 hommes, Emmanuel-Philibert de Savoie, lieutenant général des Pays-Bas, marche sur la forteresse de Mariembourg, occupée par les Français. Par pure tactique, il laisse entrer les renforts et, de nuit, décide de filer vers Saint-Quentin[pas clair]. L'armée du connétable Anne de Montmorency y est écrasée par la cavalerie commandée par Lamoral d'Egmont (10 août 1557). La voie de Paris est ouverte : la prise de Noyon est une première étape, mais Philippe manque de résolution. À court d'argent, l'armée espagnole s'arrête à Chauny et est incapable de profiter de son avantage.
L'année suivante, Lamoral arrête les troupes du maréchal de Thermes dans les dunes de Gravelines (13 juillet 1558). Le soulagement est général tant l'armée française avait commis d'exactions dans le comté de Flandre après la prise de Calais et de Dunkerque aux Anglais en janvier 1558 par l'armée du duc François de Guise, après 210 ans d'occupation anglaise à Calais.
Lamoral d'Egmont est alors nommé stathouder (gouverneur) de Flandre et d'Artois.

Lamoral

### Conseiller d'État et membre de l'opposition nobiliaire
En 1559, Philippe II, avant de repartir en Espagne après la signature du traité du Cateau-Cambrésis, nomme sa sœur Marguerite de Parme « gouvernante » des Pays-Bas (gouverneur général, lieutenant général). Il lui donne pour conseiller l'évêque d'Arras, Antoine Perrenot de Granvelle. Celui-ci va petit à petit accaparer le pouvoir au détriment des autres membres du conseil d'État. Lorsque intervient la réforme des évêchés néerlandais en 1561, Granvelle, nommé cardinal en février, devient en mars archevêque de Malines et primat des Pays-Bas.
Egmont fait partie depuis quelques années du conseil d'État, aux côtés de Guillaume d'Orange et de Philippe de Montmorency, comte de Hornes.
En 1561, les trois hommes s'unissent contre le cardinal Granvelle, perçu comme un étranger, et en demandent le rappel. Dans une lettre à Philippe (mars 1563), ils mettent leur démission en jeu et obtiennent le départ du cardinal des organes de gouvernement en 1564 (mais il reste archevêque de Malines).
Ils sont également sceptiques quant à l'efficacité de la politique royale de lutte à outrance contre le protestantisme, qui leur semble difficile à appliquer et contraire aux traditions locales. En 1565, Egmont est envoyé par Marguerite à Madrid pour rendre compte des difficultés rencontrées face aux progrès de la religion réformée et réclamer un moratoire ou du moins une modération dans la lutte contre l'hérésie, l'application du concile de Trente et la création des nouveaux diocèses. Le roi lui fait une réponse orale qui lui semble satisfaisante, mais il envoie à la gouvernante des lettres dites « lettres de Ségovie » dont le contenu est complètement différent. Egmont se sent trahi lorsqu'il apprend cela de Marguerite à son retour.

### La crise de 1566-1567: la révolte des Gueux et la furie iconoclaste
Il ne participe cependant pas à l'affaire du Compromis des Nobles (avril 1566) et au début de la révolte des Gueux (mai), dans laquelle le frère de Guillaume d'Orange, Louis de Nassau, joue un rôle important.
C'est dans ce contexte de tension politique extrême que se produit en août une vague de destruction massive des églises catholiques. Parti de Flandre, le mouvement iconoclaste se répand durant quelques semaines dans plusieurs provinces des Pays-Bas. En tant que gouverneur du comté de Flandre, Egmont s'efforce de rétablir l'ordre et de maintenir l'autorité royale à laquelle il reste fidèle.
Au printemps 1567, il refuse d'apporter le moindre soutien aux calvinistes lors des batailles d'Austruweel et de Valenciennes.

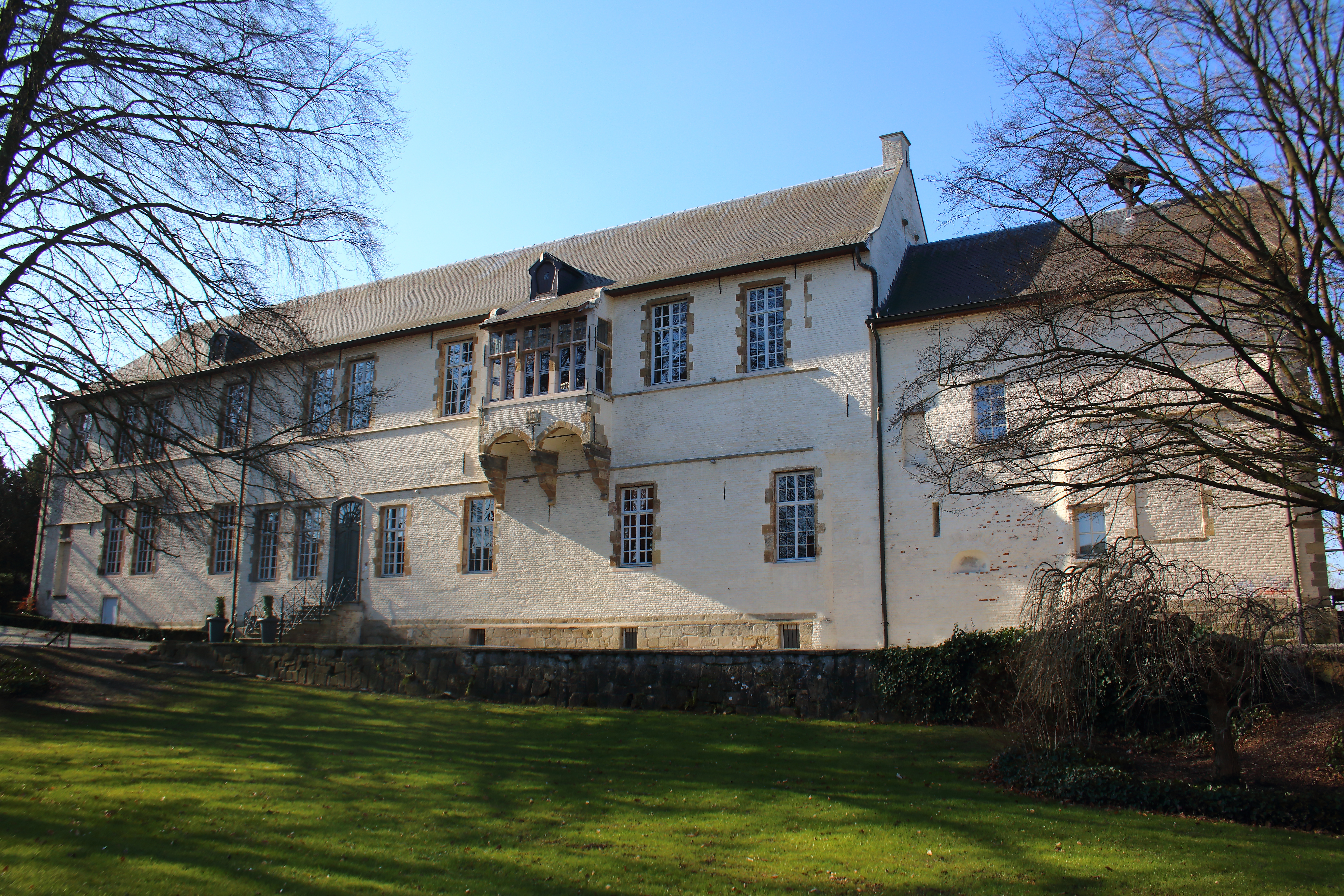
Château d'Egmont à Zottegem

À cette époque, alors qu'une armée espagnole commandée par le duc d'Albe fait route vers les Pays-Bas, Guillaume d'Orange quitte Bruxelles pour se réfugier en Allemagne et conseille au comte d'Egmont et au comte de Hornes de faire de même, mais ils refusent.

### Arrestation et exécution

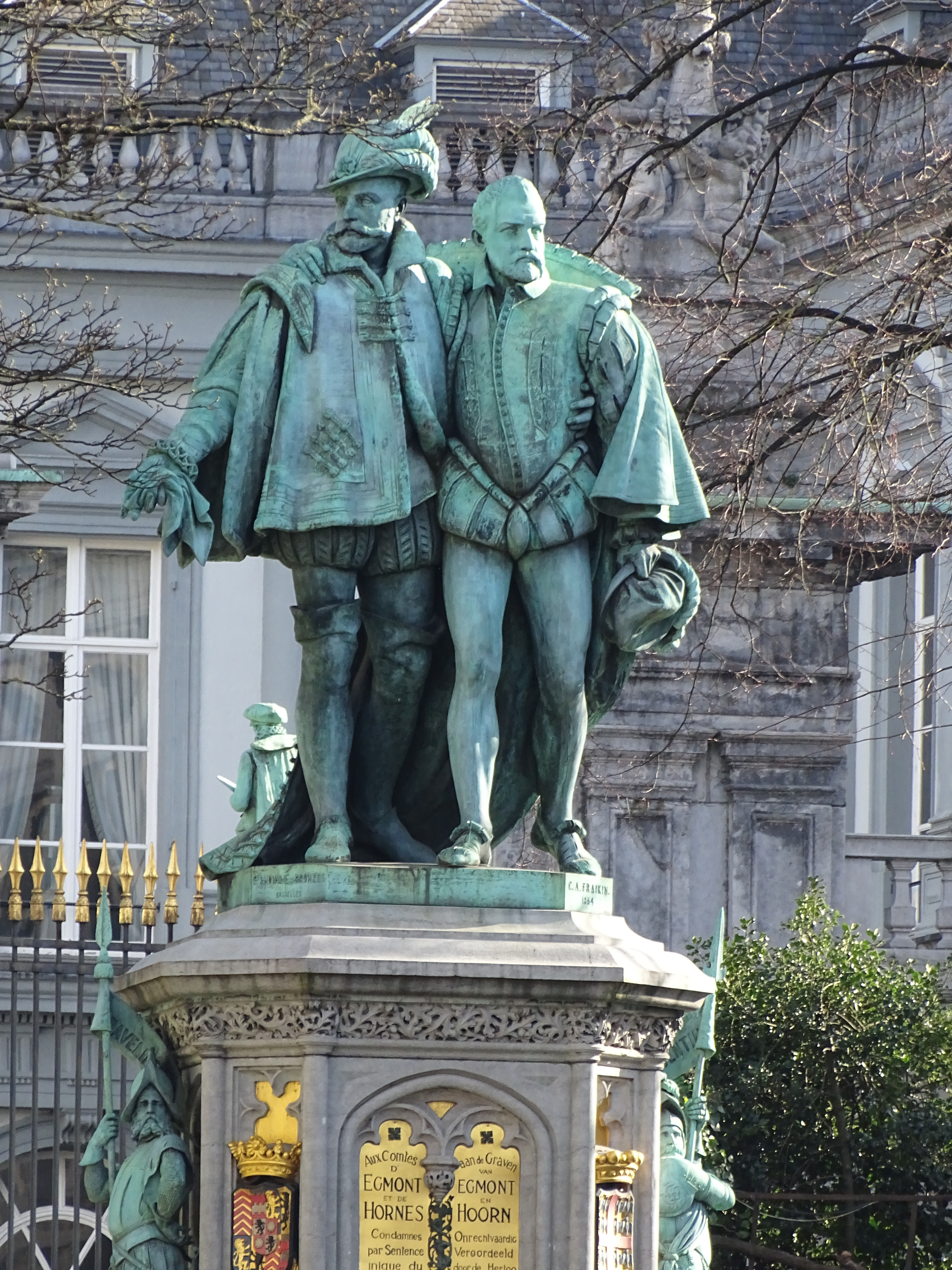
Statues des comtes d'Egmont et de Hornes placées vers 1873 sur le Petit Sablon à Bruxelles.

Arrivé à Bruxelles en août 1567, le duc d'Albe met en place un organisme judiciaire exceptionnel, le Conseil des troubles. Il  fait arrêter les comtes d'Egmont et de Hornes. Ils sont jugés par ce conseil et, bien qu'ils ne soient pas protestants et n'aient pas combattu Philippe, condamnés à mort. Durant l'automne, Marguerite de Parme se démet de ses fonctions, le duc d'Albe devient alors gouverneur général des Pays-Bas.
Au printemps 1568, Guillaume d'Orange lance une offensive contre l'armée du duc d'Albe. Il remporte la bataille de Heiligerlee (23 mai).
Egmont et Hornes sont décapités le 5 juin 1568 sur la Grand-Place de Bruxelles. Cet événement marque symboliquement le début de la guerre de Quatre-Vingts Ans, qui prendra fin en 1648 par la reconnaissance de l'indépendance de la république des Sept Provinces-Unies des Pays-Bas, créée en 1581-1585. Dans l'immédiat, l'offensive de Guillaume d'Orange est repoussée à la fin de 1568.

### Suites de l'exécution
Egmont est inhumé le lendemain dans la crypte d'Egmont à Zottegem, où se trouve sa principale résidence hors de Bruxelles, le château d'Egmont, entré dans le patrimoine familial en 1530.
Sa veuve, Sabine de Palatinat-Simmern, se réfugie avec ses enfants d'abord à l'abbaye de la Cambre (actuelle commune d'Ixelles), ultérieurement au château de Westerlo (actuelle province d'Anvers), propriété de la famille de Merode.
L'ensemble du patrimoine familial (comté d'Egmont, seigneurie de Gavre, seigneurie de Zottegem et d'autres fiefs) est confisqué à la suite de cette condamnation. Mais il est restitué à Philippe d'Egmont à la suite d'une amnistie en 1570[réf. nécessaire].

## Armoiries
| Figure | Blasonnement |
|        | Écartelé : aux 1 et 4 parti d'Egmond et d'Arkel ; au 2 et 3, parti de Gueldre et de Juliers. Sur le tout, écartelé de Luxembourg et des Baux. |

## Le comte d'Egmont dans les arts et la littérature

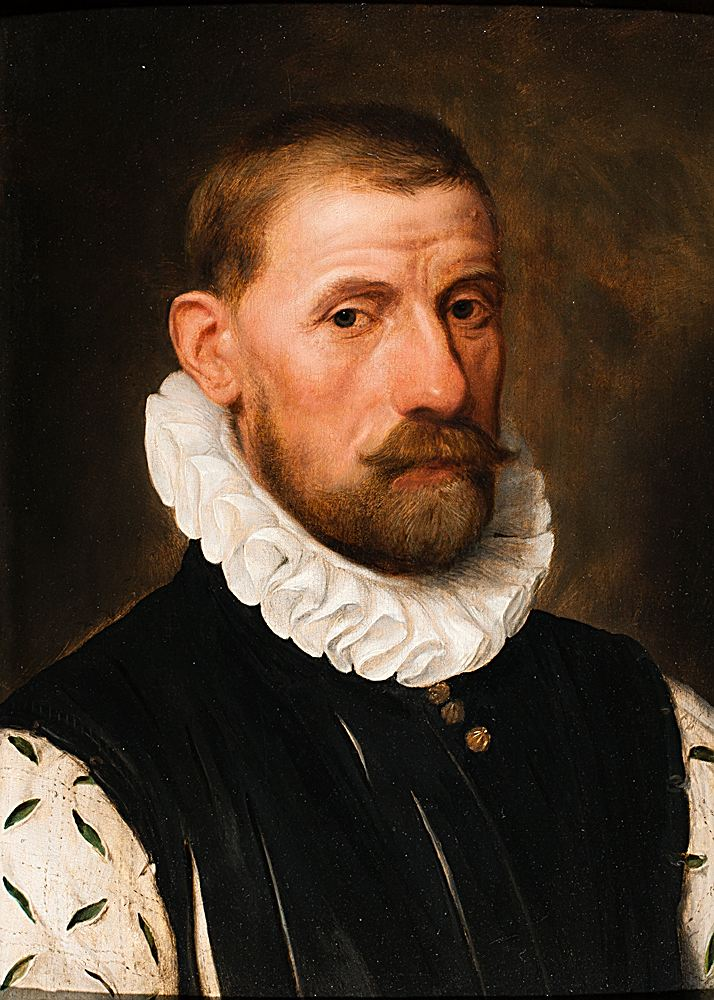
Frans Pourbus I - Portrait de Lamoraal, Comte d'Egmont.

L'exécution d'Egmont et de Hornes est évoquée dans les Essais de Montaigne (Livre 1, chapitre VII, « Que l'intention juge nos actions ») : « le dict comte d'Aiguemond, soubs la foy duquel le comte de Horne s'estoit venu rendre au duc d'Albe, requit avec grande insistance qu'on le feist mourir le premier, à fin que sa mort l'affranchist de l'obligation qu'il avoit audit comte de Horne. » 
Schiller a écrit Des Grafen Lamoral von Egmont Leben und Tod (« Vie et mort du comte Lamoral d'Egmont »).
Egmont est le personnage principal d'une pièce de théâtre de Goethe, Egmont.
Beethoven a composé en 1810 une musique de scène pour cette pièce. Les morceaux les plus célèbres de l'Egmont de Beethoven sont l'ouverture, les lieds Die Trommel gerühret, Freudvoll und Leidvoll et la Mort de Klärchen. Le compositeur tenait à ce sujet correspondant à ses propres convictions politiques et à son idéal de liberté héroïque.
En 2019, Eric-Emmanuel Schmitt a réécrit, à la demande de l'Orchestre national de Belgique, la tragédie de Goethe pour deux représentations exceptionnelles de l'Egmont de Beethoven dans son intégralité, au Palais des beaux-arts de Bruxelles sous la direction de Hugh Wolff.
Le comte d'Egmont est aussi le sujet de plusieurs peintures de Louis Gallait, dont Derniers honneurs rendus aux comtes d'Egmont et de Hornes qui se trouve au Musée des Beaux-Arts de Tournai et à l'hôtel de ville de Zottegem.

## Mémoire

### Hommages
- Rue d'Egmont : Bruxelles, Mons, Saint-Pol-sur-Ternoise (Pas-de-Calais)
- Graaf van Egmontstraat : Anvers, Malines
- Maison de repos « Comte d'Egmont » à Chièvres (Hainaut)

### Monuments

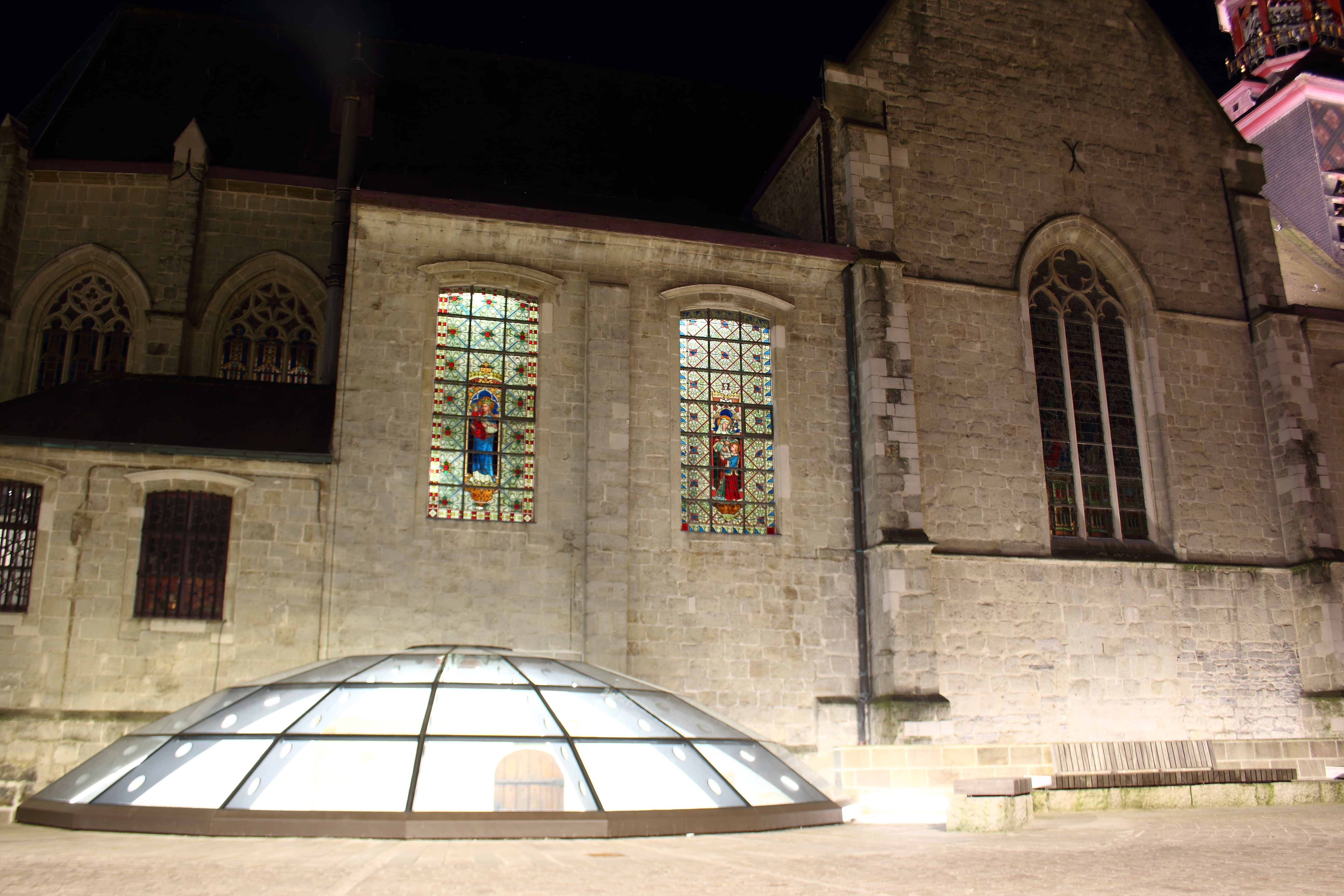
Crypte d'Egmont à Zottegem

Le souvenir de Lamoral d'Egmont est aujourd'hui perpétué à Zottegem, où se trouvent deux statues identiques, une sur la place du marché (1968), l'autre dans le parc du château d'Egmont (1873), par la crypte d'Egmont (sous l'église près de la place du marché) et par le musée d'Egmont (dans l'Hôtel de ville).
À Bruxelles, au square du Petit Sablon, se trouve un groupe de deux statues représentant les comtes d'Egmont et de Hornes.
Une autre statue, copie de celles de Zottegem, a été installée à Egmond aux Pays-Bas (province de Hollande-Septentrionale), village d'origine de la famille d'Egmont.
Depuis 2011, un bas-relief rend hommage au comte Lamoral d'Egmont sur la place de son village natal de Lahamaide (Hainaut, Belgique). Il fut créé par l'artiste local Christian Pieman.

### Commémorations de 2018 (450eanniversaire de l'exécution)
En 2018 plusieurs événements ont eu lieu à l’occasion des commémorations marquant les 450 ans de l’exécution des Comtes d’Egmont et de Hornes.
Amandine et le Gueux, une pièce de théâtre qui retrace les grandes lignes des épisodes dont il fut victime, a été créée par Viviane Decuypere  au Palais du Coudenberg.
Des gerbes ont été déposées le 5 juin 2018 sous les statues d'Egmont à Zottegem et à Egmond aan den Hoef, ainsi qu' à Oud-Beijerland et sous la plaque commémorative apposée sur la Maison du Roi devant laquelle s'élevait la statue qui se trouve maintenant au square du Petit Sablon.
Des « tableaux vivants » ont été joués le 5 juin 2018 également à l'initiative de l'historien conférencier M. Roel Jacobs et du grand Serment Royal et de saint Georges des Arbalétriers de Bruxelles en collaboration avec L'Ancien Grand Serment Royal et Noble de ND au Sablon et des Archers de Saint Sébastien.
Des tableaux vivants évoquant différentes scènes de la vie d'Egmont (Egmontevocatie) ont été joués à Zottegem en septembre 2018. Un musée d'Egmont (Egmontkamer) a été inauguré à l'hôtel de ville de Zottegem, lieu où se trouvent la crypte d'Egmont, deux statues d'Egmont et son château.
En 2022, le 500e anniversaire d'Egmont a été célébré à Lahamaide.